# Suruç-Tunnel
Der Suruç-Tunnel (türkisch Suruç Tüneli) ist ein Wassertunnel im Landkreis Suruç in der Provinz Şanlıurfa in der Südost-Türkei. Der Tunnel stellt die Bewässerung für das Suruç-Tal sicher und geht vom Atatürk-Staudamm aus. Mit seiner Länge von 17,185 km ist der Tunnel der längste der Türkei. Er ist außerdem der fünftlängste Wasserversorgungstunnel der Welt.

## Bau und Technik
Der Bau des Tunnels wurde 2008 von der staatlichen Wasserbehörde Devlet Su İşleri (DSI) in Auftrag gegeben und von einer öffentlich-privaten Partnerschaft aus DSI, Generaldirektion für landwirtschaftliche Dienstleistungen und Privatunternehmen betrieben.
Den Bau führte das in Ankara ansässige Unternehmen İlci Holding aus. Die Bauarbeiten begannen am 18. März 2009. Für den Aushub wurde eine Tunnelbohrmaschine (TBM) genutzt, die rund 152 m lang war und einen Bohrkopf mit einem Durchmesser von 7,83 m besaß. Die Maschine wurde mit 300 LKW aus Italien importiert. Der Aufbau dauerte rund 12 Monate und wurde am 21. August 2010 abgeschlossen.
Direkt hinter dem Vortrieb wurden die Tunnelwände mit 30 cm dicken hexagonalen Betonfertigteilen ausgekleidet. Der durchschnittliche tägliche Fortschritt der Bohrungsarbeiten lag zwischen 30 m und 40 m. Der Wassertunnel hat ein durchschnittliches Gefälle von 0,49 % durch die „Gaziantep-Formation“ des Eozäns und des Oligozäns.

## Geografie
Das Wasser für den Suruç-Tunnel wird durch einen zweiten Ablauf des Atatürk-Stausees mittels des Sulama-Kanals (37,415° N, 38,50427° O), östlich neben dem Auslass des Atatürk-Staudamms in den Sulama-Kanal abgeleitet. In diesem Verlauf muss das Wasser noch einen weiteren Tunnel passieren (486 m, 37,32572° N, 38,44201° O 
– 37,3218° N, 38,4397° O) bevor es den Tunnel passiert. Nachdem es den Tunnel verlässt, wird es erneut aufgestaut (37,0986° N, 38,3977° O)
und über zwei Kanäle mit jeweiligen nachfolgenden Tunneln weiter verteilt.

## Wirtschaft
Die Baukosten betrugen rund 2 Milliarden Türkische Lira. Als Teil des Südostanatolien-Projekts versorgt der Tunnel die landwirtschaftliche Fläche von rund 950 km² im Suruç-Tal und rund 134 Dörfer und Orte in und um Suruç mit Wasser. Mit seinem Querschnitt von 7 m hat der Tunnel eine Durchflusskapazität von 90 m³/s. Die türkische Regierung hofft, dass das Projekt mindestens 190.000 Arbeitsplätze in der Region schafft. Laut Berechnungen des zuständigen Ministeriums können mit der Bewässerung durch den Suruç-Wassertunnel mehr als 8000 Landwirte rentabel landwirtschaftliche Produkte produzieren. Der damalige Minister für Forst- und Wasserwirtschaft Veysel Eroğlu gab an, dass damit ein wirtschaftlicher Beitrag zum BIP von jährlich bis zu 270 Millionen Türkische Lira geleistet werden könnte.